# Satyrus petrocoriensis
Satyrus petrocoriensis är en fjärilsart som beskrevs av Varin 1965. Satyrus petrocoriensis ingår i släktet Satyrus och familjen praktfjärilar. Inga underarter finns listade.